# Penthema
Penthema is een geslacht van vlinders uit de onderfamilie Satyrinae van de familie Nymphalidae. Het maakt deel uit van de geslachtengroep Zetherini.
De wetenschappelijke naam werd in 1848 voor het eerst gepubliceerd door Edward Doubleday voor een afdeling van het geslacht Diadema (=Hypolimnas) met als enige soort Diadema lisarda.
Het zijn vlinders met brede vleugels. De voorste hebben een driehoekige vorm. De spanwijdte van lisarda is 12 tot 15 cm (5 à 6 inches), die van darlisa en binghami zijn een paar centimeter kleiner. Ze komen voor in Zuidoost-Azië, van Sikkim tot China en Taiwan.

## Soorten[3]
- Penthema adelma  (C. & R. Felder, 1862)
- Penthema darlisa  Moore, 1878
- Penthema formosanum  Rothschild, 1898
- Penthema lisarda  (Doubleday, 1845)
- Penthema yoma E.V. Ellis 1914
- Penthema binghami Wood-Mason, 1881